# 西平山
西平山（にしひらやま）は、東京都日野市の町名。現行行政地名は、町名地番整理実施区域の西平山一丁目から西平山五丁目が存在する。

## 地理
日野市の南西部に位置する。
東から時計回りで、日野市東平山、八王子市長沼町、八王子市北野町、八王子市大和田町、日野市旭が丘、に隣接する。

### 河川
- 浅川 ｰｰｰ 街区西側・南側に存在。

### 面積
面積は以下の通りである。
| 丁目         | 面積（km2） |
| ------------ | ----------- |
| 西平山一丁目 | 0.29        |
| 西平山二丁目 | 0.16        |
| 西平山三丁目 | 0.18        |
| 西平山四丁目 | 0.21        |
| 西平山五丁目 | 0.31        |
| 計           | 1.15        |

### 地価
住宅地の地価は、2025年（令和7年）1月1日の公示地価によれば、西平山5丁目21番3の地点で15万8000円/m2となっている。

## 世帯数と人口
2025年（令和7年）8月1日現在（日野市発表）の世帯数と人口は以下の通りである。
| 丁目         | 世帯数    | 人口    |
| ------------ | --------- | ------- |
| 西平山一丁目 | 707世帯   | 1,584人 |
| 西平山二丁目 | 379世帯   | 834人   |
| 西平山三丁目 | 415世帯   | 759人   |
| 西平山四丁目 | 213世帯   | 396人   |
| 西平山五丁目 | 1,445世帯 | 3,248人 |
| 計           | 3,159世帯 | 6,821人 |

### 人口の変遷
国勢調査による人口の推移。
| 年                 | 人口  |
| ------------------ | ----- |
| 1995年（平成7年）  | 6,599 |
| 2000年（平成12年） | 6,596 |
| 2005年（平成17年） | 6,334 |
| 2010年（平成22年） | 6,356 |
| 2015年（平成27年） | 6,441 |
| 2020年（令和2年）  | 6,540 |

### 世帯数の変遷
国勢調査による世帯数の推移。
| 年                 | 世帯数 |
| ------------------ | ------ |
| 1995年（平成7年）  | 2,445  |
| 2000年（平成12年） | 2,526  |
| 2005年（平成17年） | 2,535  |
| 2010年（平成22年） | 2,533  |
| 2015年（平成27年） | 2,622  |
| 2020年（令和2年）  | 2,733  |

## 学区
市立小・中学校に通う場合、学区は以下の通りとなる（2023年10月時点）。
| 丁目         | 番・番地等 | 小学校               | 中学校                 |
| ------------ | ---------- | -------------------- | ---------------------- |
| 西平山一丁目 | 全域       | 日野市立滝合小学校   | 日野市立平山中学校     |
| 西平山二丁目 | 全域       | 日野市立滝合小学校   | 日野市立平山中学校     |
| 西平山三丁目 | 全域       | 日野市立滝合小学校   | 日野市立日野第四中学校 |
| 西平山四丁目 | 全域       | 日野市立滝合小学校   | 日野市立日野第四中学校 |
| 西平山五丁目 | 全域       | 日野市立旭が丘小学校 | 日野市立日野第四中学校 |

## 交通

### 鉄道
| 近隣の駅                            |
| ----------------------------------- |
| JR中央線 JR中央本線 - 豊田駅(JC 21) |

## 事業所
2021年（令和3年）現在の経済センサス調査による事業所数と従業員数は以下の通りである。
| 丁目         | 事業所数 | 従業員数 |
| ------------ | -------- | -------- |
| 西平山一丁目 | 24事業所 | 271人    |
| 西平山二丁目 | 17事業所 | 192人    |
| 西平山三丁目 | 8事業所  | 58人     |
| 西平山四丁目 | 4事業所  | 21人     |
| 西平山五丁目 | 35事業所 | 112人    |
| 計           | 88事業所 | 654人    |

### 事業者数の変遷
経済センサスによる事業所数の推移。
| 年                 | 事業者数 |
| ------------------ | -------- |
| 2016年（平成28年） | 83       |
| 2021年（令和3年）  | 88       |

### 従業員数の変遷
経済センサスによる従業員数の推移。
| 年                 | 従業員数 |
| ------------------ | -------- |
| 2016年（平成28年） | 505      |
| 2021年（令和3年）  | 654      |

## 施設
- 日野市立滝合小学校
- 平山八幡神社

## その他

### 日本郵便
- 郵便番号 : 191-0055[3]（集配局 : 日野郵便局[15]）。